# Theodore Puck
Theodore Thomas Puck, auch Ted Puck, (* 24. September 1916 in Chicago; † 6. November 2005 in Denver) war ein amerikanischer Genetiker und Biophysiker.

## Leben
Theodore Puck studierte Physikalische Chemie an der University of Chicago, wo er auch 1940 sein Postgraduiertenstudium bei Nobelpreisträger James Franck mit einem Doctor of Philosophy (Ph.D.) abschloss. Während des Zweiten Weltkriegs arbeitete er in Chicago für die Commission on Airborne Infections of the Office of the Surgeon General of the Army im Labor von O. H. Robertson zur Verbreitung bakterieller und viraler Infektionen. Nach Kriegsende war er als Post-Doktorand für ein Jahr am California Institute of Technology (Caltech) im Labor von Max Delbrück tätig, wo er die initialen Schritte der Invasion von Bakteriophagen studierte. 1948 ging Puck als Direktor und Professor an die neueingerichtete Abteilung für Biophysik der University of Colorado Denver, der er zeitlebens angehörte. 1962 gründete er das Eleanor Roosevelt Institute for Cancer Research in Denver, das er bis 1995 leitete.
Puck war mit Mary Hill verheiratet und Vater von drei Töchtern. Er starb am 6. November 2005 an den Folgen eines Sturzes.

## Wirken
In Denver setzte Puck bis 1954 vorerst die bei Delbrück begonnenen Studien zur Invasion von Bakteriophagen fort, bevor er sich der Kultur von Säugetierzellen und der Genetik somatischer Zellen zuwandte.
Theodore Puck und Kollegen etablierten eine Technik, die eine vergleichsweise effektive Kultivierung von einzelnen Säugerzellen ermöglichte. Ein Monolayer bestrahlter, nicht teilungsfähiger feeder-Zellen in unmittelbarer Nähe einzelner zu klonender HeLa-Zellen wurde genutzt, um ein Milieu mit den benötigten Wachstumsfaktoren herzustellen.
1956 wies er nach, dass eine weitaus geringere Dosis Röntgenstrahlung zur Zerstörung von Säugerzellen notwendig ist, als bis dahin angenommen wurde. Puck und Mitarbeiter isolierten 1957 erstmals CHO-Zellen, eine immortalisierte Zelllinie aus dem Ovar des chinesischen Hamsters. In einer umfassenden Untersuchung wiesen Puck und Joe Hin Tjio nach, dass menschliche Zellen 46 Chromosomen aufweisen und identifizierten die Chromosomenpaare. Die Zahl von 46 Chromosomen hatte Tjio bereits 1956 mit Albert Levan veröffentlicht, allerdings waren dafür vergleichsweise wenige Zellen analysiert worden. Diese Arbeiten führten 1960 zur Denver classification. Pucks Arbeitsgruppe leistete zudem Pionierarbeit in der Entwicklung von CO2-Inkubatoren für die Kultivierung tierischer Zellen. 1967 stellte er gemeinsam mit Fa-Ten Kao eine Methode zur Isolation von Mangelmutanten (auxotrophe Mutanten) aus dem CHO-K1-Stamm nach Inkubation mit 5-Bromdesoxyuridin (BrdU) vor. Weitere Arbeiten widmeten sich den Auswirkungen verschiedener Mutagene, Genom- und Chromosomenmutationen und dem Chromosome Mapping.

## Auszeichnungen (Auswahl)
- 1958: Albert Lasker Award for Basic Medical Research[15][16]
- 1973: Louisa-Gross-Horwitz-Preis[17]
- 1984: E. B. Wilson Medal[18]

Puck wurde in Anerkennung seiner wissenschaftlichen Leistungen 1960 in die National Academy of Sciences und 1967 in die American Academy of Arts and Sciences aufgenommen.

## Schriften (Auswahl)
Eine ausführlichere Bibliographie ausgewählter Schriften findet sich in Patterson, 2009.
- T. T. Puck: A Rapid Method for Viable Cell Titration and Clone Production with HeLa Cells in Tissue Culture: The Use of X-Irradiated Cells to Supply Conditioning Factors. In: Proceedings of the National Academy of Sciences. 41, 1955, S. 432–437, doi:10.1073/pnas.41.7.432. PMID 16589695, PMC 528114 (freier Volltext).
- G. Sato, H. W. Fisher, T. T. Puck: Molecular Growth Requirements of Single Mammalian Cells. In: Science. 126, 1957, S. 961–964, doi:10.1126/science.126.3280.961. PMID 17811344.
- T. T. Puck: The Mammalian Cell as a Microorganism: Genetic and Biochemical Studies in Vitro. Holden-Day, San Francisco 1972, ISBN 0-8162-6980-7.
- T. T. Puck: Living history biography. In: American journal of medical genetics. Band 53, Nummer 3, November 1994, S. 274–284, ISSN 0148-7299. doi:10.1002/ajmg.1320530313. PMID 7856664.